# Брей Уайът
Уиндъм Лорънс Ротунда (на английски: Windham Lawrence Rotunda), по-известен като Брей Уайът, е бивш професионален кечист в Световната федерация по кеч.
Първоначално се бие в отбора на „Nexus“ под името Хъски Харис. 
На 24 август 2023 година Брей Уайът умира от инфаркт на 36 години. Новината е съобщена от Трите Хикса в Туитър.

## Хватки
- Сестра Абигейл
- Телесна лавина
- Падащ удар
- Неизвестния плесник
- Работещ кръстопът
- Работещ крак

## Титли и постижения
- Florida Championship Wrestling
  - Флоридски Отборен шампион на FCW (2 пъти) – с Бо Далас
- Pro Wrestling Illustrated
  - Вражда на годината (2010) – The Nexus срещу WWE
  - Мач на годината (2014) срещу Джон Сина в Последния Мъжки Постоянен Мач на Откупуване
  - Най-мразеният Кечист на годината (2010) – Като част от The Nexus
  - PWI го класира като No. 6 от топ 500 единични кечисти на PWI през 2014
- Wrestling Observer Newsletter
  - Най-добрият трик (2013) Семейство Уайът
  - Най-лошият Обратен мач на годината (2014) срещу Джон Сина на Екстремни Правила на 4 май

- WWE
  - Универсален шампион (2 пъти)
  - Шампион на Федерацията (1 път)
  - Отборен шампион на Разбиване (1 път) – с Люк Харпър и Ренди Ортън
  - Отборен шампион на Първична сила (1 път) – с Мат Харди